# Sentir
Sentir – czwarty album studyjny izraelskiej piosenkarki Jasmin Lewi. Wydawnictwo ukazało się 21 września 2009 roku nakładem Four Quarters Entertainment. Utwory na albumie wykonywane są w języku ladino.

## Lista utworów
Opracowano na podstawie materiału źródłowego.
1. „Mi Korasón” (utwór tradycyjny) - 3:16
2. „El Amor Contigo” (Yasmin Levy) - 3:32
3. „Nos Llegó El Final” (Javier Limón) - 2:50
4. „Londje de Mi” (utwór tradycyjny) - 2:45
5. „Hallelujah” (Leonard Cohen) - 4:00
6. „Una Pastora” (utwór tradycyjny) - 2:05
7. „Triste Vals” (Yasmin Levy, Yuval Levy) - 5:46
8. „Jaco” (utwór tradycyjny) - 4:23
9. „La Hija de Juan Simon” (Concepción Camps, Daniel Montorio, Mauricio Torres) - 5:17
10. „Porque” gościnnie: Eleni Vitaly (Lina Dimopoulou, Yasmin Levy) - 3:57
11. „Alfonsito” (utwór tradycyjny) - 3:24
12. „Yigdal” (utwór tradycyjny) - 3:38